# Muntanya de la Coma
La Muntanya de la Coma és una muntanya de 1.146 metres que es troba entre els municipis d'Osor i de Sant Hilari Sacalm, a la comarca de la Selva.